# Liste des phares de Bretagne
La liste des phares de Bretagne répertorie les phares maritimes situés dans la région administrative de Bretagne, en France.

## Morbihan
| \| Localisation du Morbihan en France \| OCÉAN · ATLANTIQUE Golfe du Morbihan Vannes Rade de Lorient Ria d'Étel Groix Belle-Île-en-Mer Pen-Men Port-Tudy Pointe de la Croix Pointe des Chats Les Birvideaux Les Poulains Sauzon Le Palais Goulphar Kerdonis La Teignouse Houat Hoëdic Les Grands Cardinaux Kerroc'h Lomener Tour de la Découverte Kerbel Poulfanc Étel Port-Maria Port-Haliguen La Trinité-sur-Mer Kergurioné Kernevest Port-Navalo Le Crouesty Tour des Anglais Penlan Tréhiguier |
| Localisation du Morbihan en France |

| Localisation du Morbihan en France |

| \| Localisation du Morbihan en France \| OCÉAN · ATLANTIQUE Golfe du Morbihan Vannes Rade de Lorient Ria d'Étel Groix Belle-Île-en-Mer Pen-Men Port-Tudy Pointe de la Croix Pointe des Chats Les Birvideaux Les Poulains Sauzon Le Palais Goulphar Kerdonis La Teignouse Houat Hoëdic Les Grands Cardinaux Kerroc'h Lomener Tour de la Découverte Kerbel Poulfanc Étel Port-Maria Port-Haliguen La Trinité-sur-Mer Kergurioné Kernevest Port-Navalo Le Crouesty Tour des Anglais Penlan Tréhiguier |
| Localisation du Morbihan en France |

| Localisation du Morbihan en France |

## Finistère
| \| Localisation du Finistère en France \| MANCHE Mer d'Iroise OCÉAN ATLANTIQUE Rade de Brest Baie de Douarnenez Baie d'Audierne Île d'Ouessant Archipel des Glénan Quimper Brest Morlaix Île de Batz Roscoff Île Louët Île Noire La Lande Pontusval Île Vierge Île Wrac'h Lanvaon Le Four L'Aber-Ildut Kéréon Le Stiff Créac'h Nividic La Jument Trézien Kermorvan Saint-Mathieu Les Pierres Noires Le Portzic Le Petit Minou Le Toulinguet Camaret Morgat Le Millier Ar-Men Île de Sein Tévennec Men Brial La Vieille Lervily Kergadec Trescadec Raoulic Pors Poulhan Eckmühl Le Guilvinec Tourelle des Perdrix Langoz Bénodet Le Coq Sainte-Marine La Croix Île aux Moutons Penfret Port Manec'h Doëlan Amont Doëlan Aval |
| Localisation du Finistère en France |

| Localisation du Finistère en France |

| \| Localisation du Finistère en France \| MANCHE Mer d'Iroise OCÉAN ATLANTIQUE Rade de Brest Baie de Douarnenez Baie d'Audierne Île d'Ouessant Archipel des Glénan Quimper Brest Morlaix Île de Batz Roscoff Île Louët Île Noire La Lande Pontusval Île Vierge Île Wrac'h Lanvaon Le Four L'Aber-Ildut Kéréon Le Stiff Créac'h Nividic La Jument Trézien Kermorvan Saint-Mathieu Les Pierres Noires Le Portzic Le Petit Minou Le Toulinguet Camaret Morgat Le Millier Ar-Men Île de Sein Tévennec Men Brial La Vieille Lervily Kergadec Trescadec Raoulic Pors Poulhan Eckmühl Le Guilvinec Tourelle des Perdrix Langoz Bénodet Le Coq Sainte-Marine La Croix Île aux Moutons Penfret Port Manec'h Doëlan Amont Doëlan Aval |
| Localisation du Finistère en France |

| Localisation du Finistère en France |

## Ille-et-Vilaine
| \| Localisation d'Ille-et-Vilaine en France \| MANCHE Saint-Malo Grand Jardin La Balue Les Bas-Sablons La Pierre-de-Herpin Rochebonne Fenêtre |
| Localisation d'Ille-et-Vilaine en France |

| Localisation d'Ille-et-Vilaine en France |

| \| Localisation d'Ille-et-Vilaine en France \| MANCHE Saint-Malo Grand Jardin La Balue Les Bas-Sablons La Pierre-de-Herpin Rochebonne Fenêtre |
| Localisation d'Ille-et-Vilaine en France |

| Localisation d'Ille-et-Vilaine en France |

## Côtes-d'Armor
| \| Localisation des Côtes-d'Armor en France \| MANCHE Baie de Saint-Brieuc Perros-Guirec Paimpol Saint-Brieuc Dinan Guingamp Lannion Saint-Cast Cap Fréhel Grand Léjon Rosédo Le Paon Bodic La Croix Héaux de Bréhat Ploumanac'h Sept-Îles Triagoz L'Ost-Pic Kerprigent |
| Localisation des Côtes-d'Armor en France |

| Localisation des Côtes-d'Armor en France |

| \| Localisation des Côtes-d'Armor en France \| MANCHE Baie de Saint-Brieuc Perros-Guirec Paimpol Saint-Brieuc Dinan Guingamp Lannion Saint-Cast Cap Fréhel Grand Léjon Rosédo Le Paon Bodic La Croix Héaux de Bréhat Ploumanac'h Sept-Îles Triagoz L'Ost-Pic Kerprigent |
| Localisation des Côtes-d'Armor en France |

| Localisation des Côtes-d'Armor en France |